# Callirhoe scabriuscula
Callirhoe scabriuscula är en malvaväxtart som beskrevs av Robinson. Callirhoe scabriuscula ingår i släktet Callirhoe och familjen malvaväxter. Inga underarter finns listade i Catalogue of Life.